# Конёвка (Шангское сельское поселение)
Конёвка — деревня в составе Шангского сельского поселения Шарьинского района Костромской области России.

## География
Расположена на берегу речки Коневик, притока Большой Шанги.

## История
Согласно Спискам населенных мест Российской империи в 1872 году деревня относилась к 3 стану Ветлужского уезда Костромской губернии. В ней числилось 10 дворов, проживало 47 мужчин и 47 женщин.
Согласно переписи населения 1897 года в деревне проживало 130 человек (41 мужчина и 89 женщин).
Согласно Списку населенных мест Костромской губернии в 1907 году деревня относилась к Николо-Шангской волости Ветлужского уезда Костромской губернии. По сведениям волостного правления за 1907 год в деревне числилось 25 крестьянских дворов и 174 жителя. Основным занятием жителей деревни был лесной промысел.

## Население
| 2008 | 2010 | 2014 |
| ---- | ---- | ---- |
| 5    | ↘0   | ↗2   |